# دنیل کینزی
دنیل کینزی (انگلیسی: Daniel Kinsey; ۲۲ ژانویهٔ ۱۹۰۲ – ۲۷ ژوئن ۱۹۷۰) دونده اهل ایالات متحده آمریکا بود.
وی در مسابقات کشوری و بین‌المللی در مجموع برندهٔ ۱ مدال طلا شده‌است.